# 肖蒙拉维尔
肖蒙拉维尔（法語：Chaumont-la-Ville，法語發音：[ʃomɔ̃ la vil]）是法国上马恩省的一个市镇，属于肖蒙区。

## 地理
肖蒙拉维尔（48°8'44"N, 5°39'0"E）面积11.22 平方千米，位于法国大東部大區上马恩省，该省份为法国东北部内陆省份，北起马恩省和默兹省，西接奥布省，西南接科多尔省，东南接上索恩省，东临孚日省。
与肖蒙拉维尔接壤的市镇（或旧市镇、城区）包括：格拉菲尼舍曼、默兹河畔马兰库尔、罗贝库尔、弗雷库尔、巴西尼地区尚皮尼厄勒、默兹河畔栋库尔、布莱万库尔。

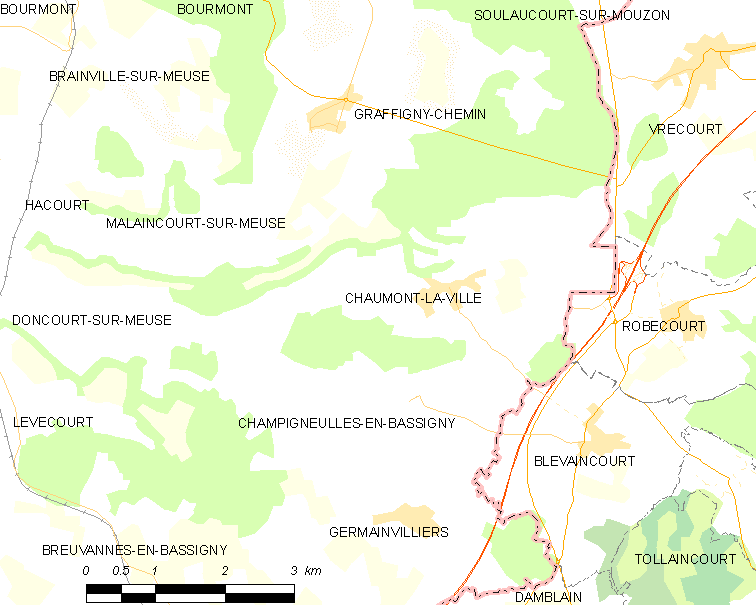
肖蒙拉维尔的OSM定位图

肖蒙拉维尔的时区为UTC+01:00、UTC+02:00（夏令时）。

## 行政
肖蒙拉维尔的邮政编码为52150，INSEE市镇编码为52122。

## 政治
肖蒙拉维尔所属的省级选区为普瓦松县。

## 人口

1962-2008年间肖蒙拉维尔人口变化图示

肖蒙拉维尔于2022年1月1日时的人口数量为114人。